# 湯大紳
湯大紳（?—?），字孙书，号药辅、药园，江南常州府阳湖县人，清朝政治人物，探花及第。
乾隆七年（1742年），登壬戌科进士一甲第三人，授翰林院编修，曾任会试同考官，著有《药园诗钞》八卷及《诗余》一卷。